# Johann Georg Sulzer
Johann Georg Sulzer (født 5. oktober 1720 i Winterthur i kantonen Zürich, død 27. februar 1779) var en tysk filosof og æstetiker.
Sulzer blev 1747 professor i matematik ved et gymnasium i Berlin og 1763 ved riddarakademiet der. Sulzers fremmeste værk, Allgemeine theorie der schönen künste (1771 ff.; nyt oplag, 4 bind, 1792-94), en slags æstetisk ordbog, havde i sin tid stor anseelse. I dette arbejde søgte forfatteren eklektiskt at forene den Wolffske skolens lære med de engelske og franske filosoffers synspunkter samt gøre interessen for de skønne kunster afhængig af moral. 
Som æstetisk popularisator blev han meget betydningsfuld; og de fleste svenske æstetikere under 1700-tallets sidste årti og 1800-tallets begyndelse har hentet næring fra hans "theorie". Sulzer udgav også Vorübungen zur erweckung der aufmerksamkeit und des nachdenkens (3 bind, 1768; flere oplag) med flere filosofiske og moralske arbejder. Hans selvbiografi udkom 1809. 